# فريدريك بوتير
فريدريك بوتير (بالإنجليزية: Frederick Potter)‏ هو شخصية أعمال نيوزيلندي، ولد في 3 نوفمبر 1857 في لندن في المملكة المتحدة، وتوفي في 29 مارس 1941.